# Казимир Антоній Красицький
Казимир Антоній Базилий Красицький гербу Рогаля (14 червня 1807, Дубецько — 28 липня 1882, Львів) — граф, маєтник, член галицьккого станового сейму і член палати шляхти Австрійської державної ради, господарський діяч.

## Біографія
Син Мацея та Теофілі, уродженої Стадницької. Закінчив Військово-інженерну академію у Відні в 1826 році, потім до 1829 року служив в армії Австрійської імперії.
Брав участь у Листопадовому повстанні. Брав участь у битві під Гроховом в чині підпоручика. Пізніше він брав участь в експедиції генерала Антонія Ґелгуда на Вільно, але після програної битви під Понарами перетнув кордон з Пруссією.
Він повернув його до Галичини, де мав маєток Боратин. Був посланником у Галицькому становому сеймі. Під час Весни народів 1848 року належав до Національної гвардії в званні капітана.

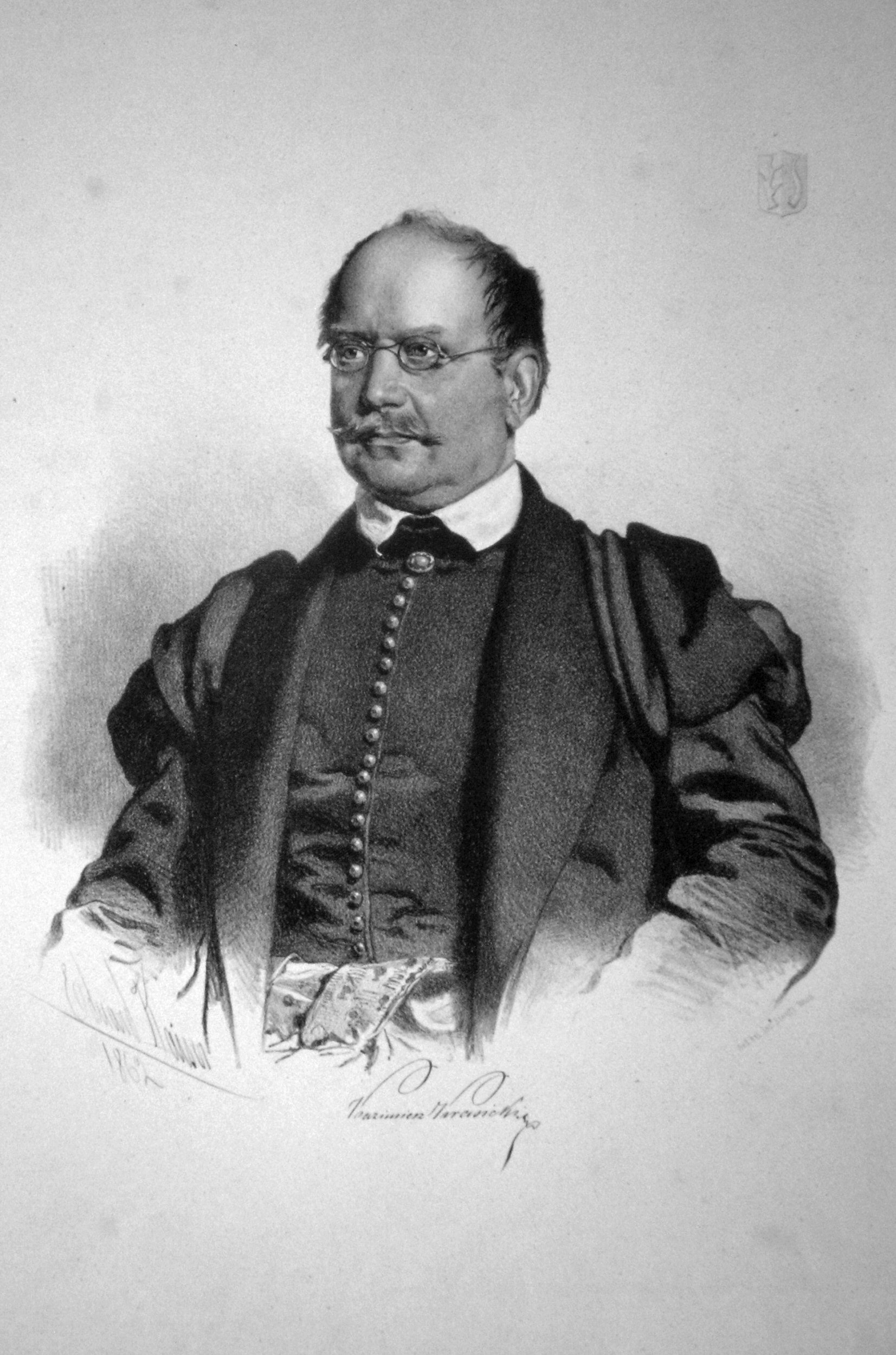

Він багато зробив для розвитку економічного життя Галичини. Він був членом правління Галицького земельного кредитного товариства від його заснування в 1842 році, а в 1861—1882 роках його президентом. Він також був президентом Галицької ощадної каси в 1861—1882 роках. Був співзасновником Галицького господарського товариства у 1845 р., член комітету ГГТ (31.01.1846 — 6.02.1858, 18.06.1862 — 30.01.1866, 10.06.1877 — 15.06.1879).), віце-президент (10 лютого 1860 — 25 червня 1861), у 1862—1865 роках був його тимчасовим керуючим, а потім президентом (30 січня 1866 — 16 лютого 1868). У 1874—1882 роках був віце-президентом Галицького залізничного товариства імені Кароля Людвіка. У 1872—1882 роках був літературним куратором Оссолінеуму (за Єжи Любомирського). Він добився для Оссолінеуму права видавати підручники польською мовою для народних шкіл.
Він був довічним членом Палати шляхти Державної ради з 1869 року.
Один із підданих Казимира Красицького, Антоній Брик, утік із дому, щоб уникнути кріпацтва та мати змогу вчитися. У 1846 році закінчив медичний факультет Віденського університету. Але коли помер батько Брика, граф Красицький зажадав (згідно з тодішніми законами), щоб Брик повернувся, зайняв господарство та виконував повинності для пана. Щоб цього уникнути, Брику довелося піти в армію. У 1848 році в Галичині було скасовано кріпосне право. Брик став професором медицини в Ягеллонському університеті, однак він неохоче ставився до польськості, що пояснювалося давнім конфліктом із Красицьким.

## Сім'я
Він одружився з Марією Ізабеллою, уродженою Стадницькою (1812—1879), донькою Яна Стадницького. У них було двоє дітей: син Ян Канті (1837—1893), член Палати шляхти у Відні, і донька Теофіла Марія Розалія (1842—1915), дружина графа Юліуша Коморовського та матірі Стефана Коморовського.